# Das große Leben
Das große Leben ist das zehnte und erfolgreichste Musikalbum des deutschen Popduos Rosenstolz, es wurde am 3. März 2006 veröffentlicht.

## Erfolg
Die Single Ich bin ich (wir sind wir) landete in den Jahrescharts 2006 auf Platz 16 und wurde mit Gold in Deutschland ausgezeichnet. Ich geh in Flammen auf erreichte noch Platz 70. Das Album selbst erzielte den größten Erfolg. In den Jahrescharts 2006 belegt es mit knapp einer Million verkauften Tonträgern den ersten Platz. 
Am 23. März 2007 erschien die Benefiz-Single Aus Liebe wollt ich alles wissen. Die kompletten Einnahmen gingen an die Deutsche AIDS-Stiftung. Insgesamt wurden aus dem Album fünf Singles ausgekoppelt.
Die wesentlichen Instrumente wurden live im Studio eingespielt. Stilistisch zeichnet sich das Album durch einen poppigen, aber zunehmend erdigen, ruhigen Stil mit vermehrt melancholischen Inhalten aus.
Der Albumtitel entstand, als alle Lieder bereits fertig waren. Da ihrer Meinung keiner der Songtitel als Albumtitel passte, wählten sie schließlich Das große Leben als Titel, da auch die Geschichten der Songs aus dem Leben sind.

## Titelliste
| #  | Titel | Autor(en)                                   | Produzent(en)                             | Länge |
| -- | --- | ------------------------------------------- | ----------------------------------------- | ----- |
| 1  | Nichts von alledem (tut mir leid) | Peter Plate, Ulf Leo Sommer, AnNa R.        | Peter Plate, Ulf Leo Sommer, Daniel Faust | 4:26  |
| 2  | Ich bin ich (wir sind wir) | Peter Plate, Ulf Leo Sommer, AnNa R.        | Peter Plate, Ulf Leo Sommer, Daniel Faust | 3:35  |
| 3  | Anders als geplant | Peter Plate, Ulf Leo Sommer, AnNa R.        | Peter Plate, Ulf Leo Sommer, Daniel Faust | 4:26  |
| 4  | Ich geh in Flammen auf | Peter Plate, Ulf Leo Sommer, AnNa R.        | Peter Plate, Ulf Leo Sommer, Daniel Faust | 3:45  |
| 5  | Ein Wunder für mich | Peter Plate, Ulf Leo Sommer, AnNa R.        | Peter Plate, Ulf Leo Sommer, Daniel Faust | 3:29  |
| 6  | Auch im Regen | Peter Plate, Ulf Leo Sommer, AnNa R.        | Peter Plate, Ulf Leo Sommer, Daniel Faust | 4:28  |
| 7  | Ich bin verändert | Peter Plate, Ulf Leo Sommer, AnNa R.        | Peter Plate, Ulf Leo Sommer, Daniel Faust | 4:10  |
| 8  | Bester Feind | Peter Plate, Ulf Leo Sommer, AnNa R.        | Peter Plate, Ulf Leo Sommer, Daniel Faust | 4:07  |
| 9  | Ich hab genauso Angst wie du | Peter Plate, Ulf Leo Sommer, AnNa R.        | Peter Plate, Ulf Leo Sommer, Daniel Faust | 3:23  |
| 10 | Aus Liebe wollt ich alles wissen | Peter Plate, Ulf Leo Sommer, AnNa R.        | Peter Plate, Ulf Leo Sommer, Daniel Faust | 5:00  |
| 11 | Etwas zerstört | Peter Plate, Ulf Leo Sommer, AnNa R.        | Peter Plate, Ulf Leo Sommer, Daniel Faust | 4:05  |
| 12 | Woran hält sich die Liebe | Peter Plate, Ulf Leo Sommer, AnNa R.        | Peter Plate, Ulf Leo Sommer, Daniel Faust | 3:35  |
|    | Bonusmaterial DVD |                                             |                                           |       |
| 1  | Ich bin ich (wir sind wir) (Single Version) | Peter Plate, Ulf Leo Sommer, AnNa R.        | Peter Plate, Ulf Leo Sommer, Daniel Faust | 4:04  |
| 2  | Ich bin ich (wir sind wir) (Akustik Version) | Peter Plate, Ulf Leo Sommer, AnNa R.        | Peter Plate, Ulf Leo Sommer, Daniel Faust |       |
|    | Extras DVD:Making of Das große Leben Making of Ich bin ich (wir sind wir) Kurzfilm-Trilogie: Schwarz Ein Wunder für mich, Rot Woran hält sich die Liebe, Weiß Etwas zerstört                                           |                                             |                                           |       |
|    | Veröffentlichung: 24. November 2006 Bonustracks (CD 2) |                                             |                                           |       |
| 13 | Das Glück liegt auf der Straße | Peter Plate, Ulf Leo Sommer, AnNa R.        | Peter Plate, Ulf Leo Sommer, Daniel Faust | 3:43  |
| 14 | Mein Sex | Peter Plate, Ulf Leo Sommer, AnNa R.        | Peter Plate, Ulf Leo Sommer, Daniel Faust | 4:03  |
| 15 | Kannst du mich hochziehn | Peter Plate, Ulf Leo Sommer, AnNa R.        | Peter Plate, Ulf Leo Sommer, Daniel Faust | 4:02  |
| 16 | Alles falsch gemacht | Peter Plate, Ulf Leo Sommer, AnNa R.        | Peter Plate, Ulf Leo Sommer, Daniel Faust | 3:33  |
| 17 | Wo bist du | Tamara Danz, Uwe Hassbecker, Ritchie Barton | Peter Plate, Ulf Leo Sommer, Daniel Faust | 3:54  |
| 18 | Horizont | Udo Lindenberg, Bea Reszat                  | Peter Plate, Ulf Leo Sommer, Daniel Faust | 3:46  |
| 19 | Ich bin ich (Akustik Version) | Peter Plate, Ulf Leo Sommer, AnNa R.        | Peter Plate, Ulf Leo Sommer, Daniel Faust | 3:39  |
|    | Veröffentlichung: 24. November 2006 DVD |                                             |                                           |       |
| 1  | Ich bin ich (wir sind wir) (Single Version) | Peter Plate, Ulf Leo Sommer, AnNa R.        | Peter Plate, Ulf Leo Sommer, Daniel Faust | 4:04  |
| 2  | Nichts von alledem (tut mir leid) | Peter Plate, Ulf Leo Sommer, AnNa R.        | Peter Plate, Ulf Leo Sommer, Daniel Faust | 4:24  |
| 3  | Ich geh in Flammen auf | Peter Plate, Ulf Leo Sommer, AnNa R.        | Peter Plate, Ulf Leo Sommer, Daniel Faust | 3:47  |
| 4  | Auch im Regen | Peter Plate, Ulf Leo Sommer, AnNa R.        | Peter Plate, Ulf Leo Sommer, Daniel Faust | 5:08  |
|    | Extras DVD: Ich bin ich (wir sind wir) (Making Of) Nichts von alledem (tut mir leid) (Making Of) Ich geh in Flammen auf (Making Of) Die Trickfilmschule Auch im Regen (Making Of) Schön war’s! Impressionen aus Berlin |                                             |                                           |       |

## Kommerzieller Erfolg

### Chartplatzierungen

#### Album
| ChartsChartplatzierungen | Höchstplatzierung | Wochen |
| ------------------------ | ----------------- | ------ |
| Deutschland (GfK)        | 1 (117 Wo.)       | 117    |
| Österreich (Ö3)          | 1 (52 Wo.)        | 52     |
| Schweiz (IFPI)           | 10 (42 Wo.)       | 42     |

| ChartsJahrescharts (2006) | Platzierung |
| ------------------------- | ----------- |
| Deutschland (GfK)         | 1           |
| Österreich (Ö3)           | 14          |
| Schweiz (IFPI)            | 47          |

| ChartsJahrescharts (2007) | Platzierung |
| ------------------------- | ----------- |
| Deutschland (GfK)         | 8           |

#### Singles
| Jahr | Titel                                                   | Höchstplatzierung, Gesamtwochen, AuszeichnungChartplatzierungen (Jahr, Titel, , Platzierungen, Wochen, Auszeichnungen, Anmerkungen) | Höchstplatzierung, Gesamtwochen, AuszeichnungChartplatzierungen (Jahr, Titel, , Platzierungen, Wochen, Auszeichnungen, Anmerkungen) | Höchstplatzierung, Gesamtwochen, AuszeichnungChartplatzierungen (Jahr, Titel, , Platzierungen, Wochen, Auszeichnungen, Anmerkungen) | Anmerkungen                                                                    |
| Jahr | Titel                                                   | DE | AT | CH | Anmerkungen                                                                    |
| ---- | ------------------------------------------------------- | --- | --- | --- | ------------------------------------------------------------------------------ |
| 2006 | Ich bin ich (wir sind wir)                              | DE2 Platin · (30 Wo.)DE | AT5 (38 Wo.)AT | CH16 (29 Wo.)CH | Erstveröffentlichung: 10. Februar 2006 Verkäufe: + 300.000                     |
| 2006 | Nichts von alledem (tut mir leid)                       | DE11 (9 Wo.)DE | AT47 (4 Wo.)AT | CH59 (2 Wo.)CH | Erstveröffentlichung: 26. Mai 2006                                             |
| 2006 | Ich geh in Flammen auf / Das Glück liegt auf der Straße | DE7 (17 Wo.)DE | AT12 (23 Wo.)AT | CH87 (2 Wo.)CH | Erstveröffentlichung: 25. August 2006                                          |
| 2006 | Auch im Regen / Mein Sex                                | DE8 (14 Wo.)DE | AT35 (5 Wo.)AT | — | Erstveröffentlichung: 17. November 2006                                        |
| 2007 | Aus Liebe wollt ich alles wissen                        | DE15 (9 Wo.)DE | AT45 (4 Wo.)AT | CH66 (2 Wo.)CH | Erstveröffentlichung: 23. März 2007 Benefiz-Single zugunsten der AIDS-Stiftung |

### Auszeichnungen für Musikverkäufe
Das Album wurde mehrfach ausgezeichnet, unter anderem mit Elffach Gold in Deutschland und einmal Gold in der Schweiz.
| Land/Region        | Auszeichnungen für Musikverkäufe (Land/Region, Auszeichnung, Verkäufe) | Verkäufe  |
| ------------------ | ---------------------------------------------------------------------- | --------- |
| Deutschland (BVMI) | 11× Gold                                                               | 1.100.000 |
| Österreich (IFPI)  | Platin                                                                 | 30.000    |
| Schweiz (IFPI)     | Gold                                                                   | 15.000    |
| Insgesamt          | 2× Gold · 6× Platin ·                                                  | 1.100.000 |